# Chaco melloleitaoi
Chaco melloleitaoi är en spindelart som först beskrevs av Bücherl, Timotheo och Lucas 1971.  Chaco melloleitaoi ingår i släktet Chaco och familjen Nemesiidae. Inga underarter finns listade i Catalogue of Life.